# Гуань Цзиньлинь
Гуа́нь Цзиньли́нь (кит. упр. 关金林, пиньинь Guān Jīnlín, род. 25 апреля 1989, Цицикар) — китайский фигурист, выступавший в одиночном катании. Бронзовый призёр чемпионата мира среди юниоров (2008), бронзовый призёр чемпионата Китая (2014), участник чемпионата мира (2010).
После завершения соревновательной карьеры работает в качестве тренера. Известен по сотрудничеству со спортивными парами Суй Вэньцзин / Хань Цун и Пэн Чэн / Цзинь Ян.

## Карьера
Гуань Цзиньлинь родился 25 апреля 1989 года в Цицикаре, провинция Хэйлунцзян. Заниматься фигурным катанием начал в возрасте шести лет. На юниорском уровне стал бронзовым медалистом чемпионата мира 2008, победил на эстонском этапе Гран-при и завоевал «серебро» этапов в Японии, Норвегии и Австрии. Пропустил сезон 2008—2009 из-за травмы, в 2009—2010 впервые выступил на «взрослом» чемпионате мира, где занял семнадцатое место.
Принимал участие в двух Универсиадах, в 2011 году финишировал рядом с пьедесталом. В сезоне 2013—2014 завоевал бронзовую медаль национального чемпионата и получил возможность выступить на чемпионате четырёх континентов, где обновил личные достижения в короткой и произвольной программах, а также по сумме баллов.
После завершения соревновательной карьеры начал тренерскую деятельность. Специализируется на технике исполнения прыжков. Известен по работе со спортивными парами Суй Вэньцзин / Хань Цун и Пэн Чэн / Цзинь Ян.

## Достижения
| Соревнования                         | 04/05         | 05/06         | 06/07         | 07/08         | 09/10         | 10/11         | 11/12         | 12/13         | 13/14         |
| Международные                        | Международные | Международные | Международные | Международные | Международные | Международные | Международные | Международные | Международные |
| ------------------------------------ | ------------- | ------------- | ------------- | ------------- | ------------- | ------------- | ------------- | ------------- | ------------- |
| Чемпионаты мира                      |               |               |               |               | 17            |               |               |               |               |
| Чемпионаты четырёх континентов       |               |               |               |               | 9             | 6             | 10            |               | 7             |
| Этапы Гран-при: Trophée Eric Bompard |               |               |               |               |               |               |               | 6             |               |
| Этапы Гран-при: Cup of China         |               |               |               |               | 9             | 8             |               | 7             |               |
| Универсиады                          |               |               |               |               |               | 4             |               |               | 9             |
| Международные среди юниоров          |               |               |               |               |               |               |               |               |               |
| Чемпионаты мира среди юниоров        | 5             | 18            | 6             | 3             |               |               |               |               |               |
| Финалы юниорского Гран-при           |               |               |               | 5             |               |               |               |               |               |
| Этапы юниорского Гран-при: Австрия   |               |               |               | 2             |               |               |               |               |               |
| Этапы юниорского Гран-при: Китай     | 4             |               |               |               |               |               |               |               |               |
| Этапы юниорского Гран-при: Эстония   |               |               |               | 1             |               |               |               |               |               |
| Этапы юниорского Гран-при: Япония    |               | 2             |               |               |               |               |               |               |               |
| Этапы юниорского Гран-при: Норвегия  |               |               | 2             |               |               |               |               |               |               |
| Этапы юниорского Гран-при: Польша    |               | 4             |               |               |               |               |               |               |               |
| Национальные                         |               |               |               |               |               |               |               |               |               |
| Чемпионаты Китая                     |               |               |               | 5             |               | 4             | 7             | 4             | 3             |